# Valea Fetei, Olt
Valea Fetei este un sat în comuna Verguleasa din județul Olt, Muntenia, România.